# Lechtingen

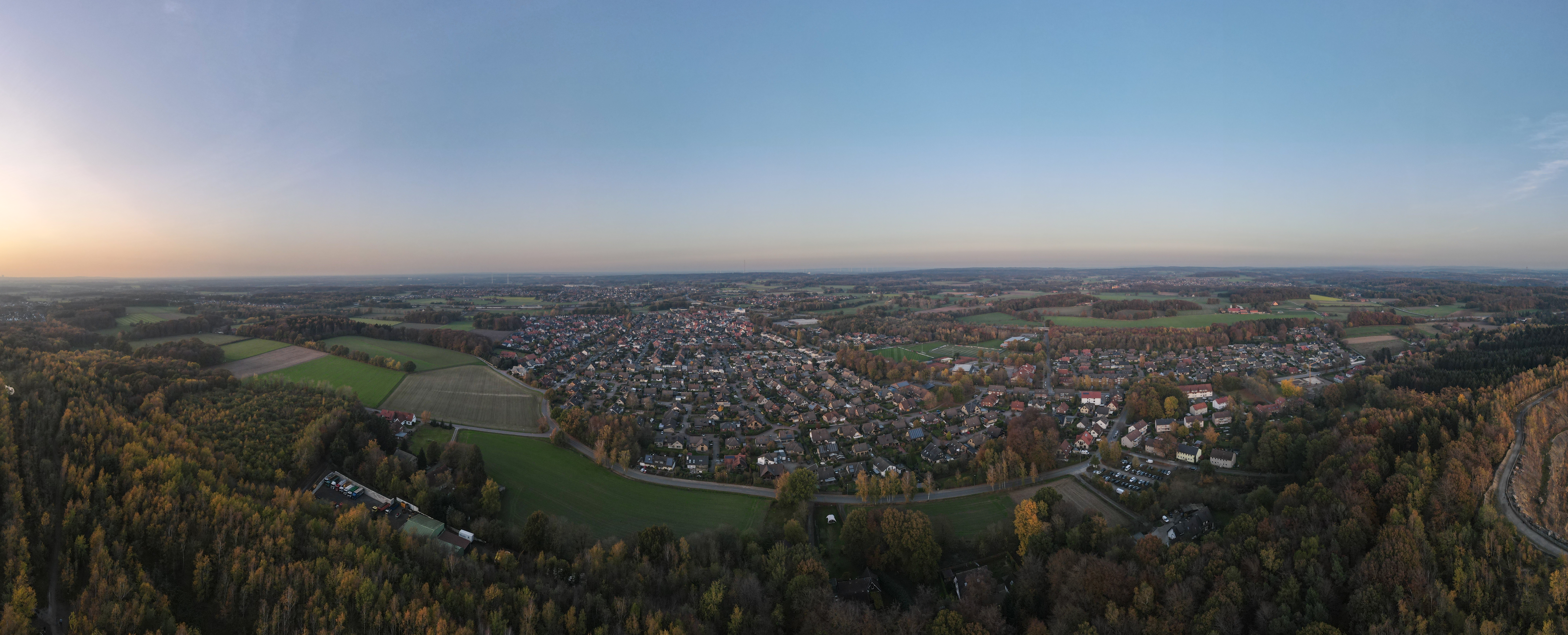
Panorama Lechtingen

Lechtingen ist ein Dorf und ein Ortsteil der Gemeinde Wallenhorst im Landkreis Osnabrück in Niedersachsen. Mit 4.583 Einwohnern (Stand 29. Oktober 2020) ist Lechtingen der zweitkleinste Ortsteil der Gemeinde.

## Beschreibung

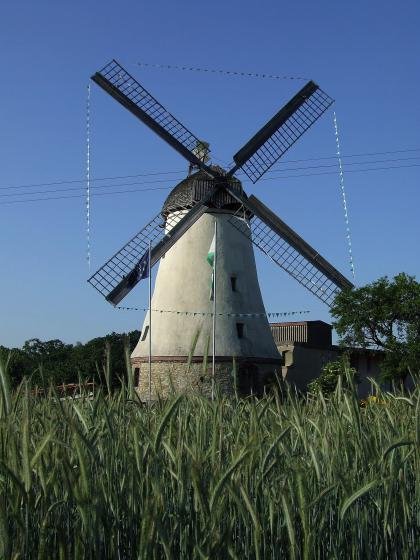
Windmühle Lechtingen

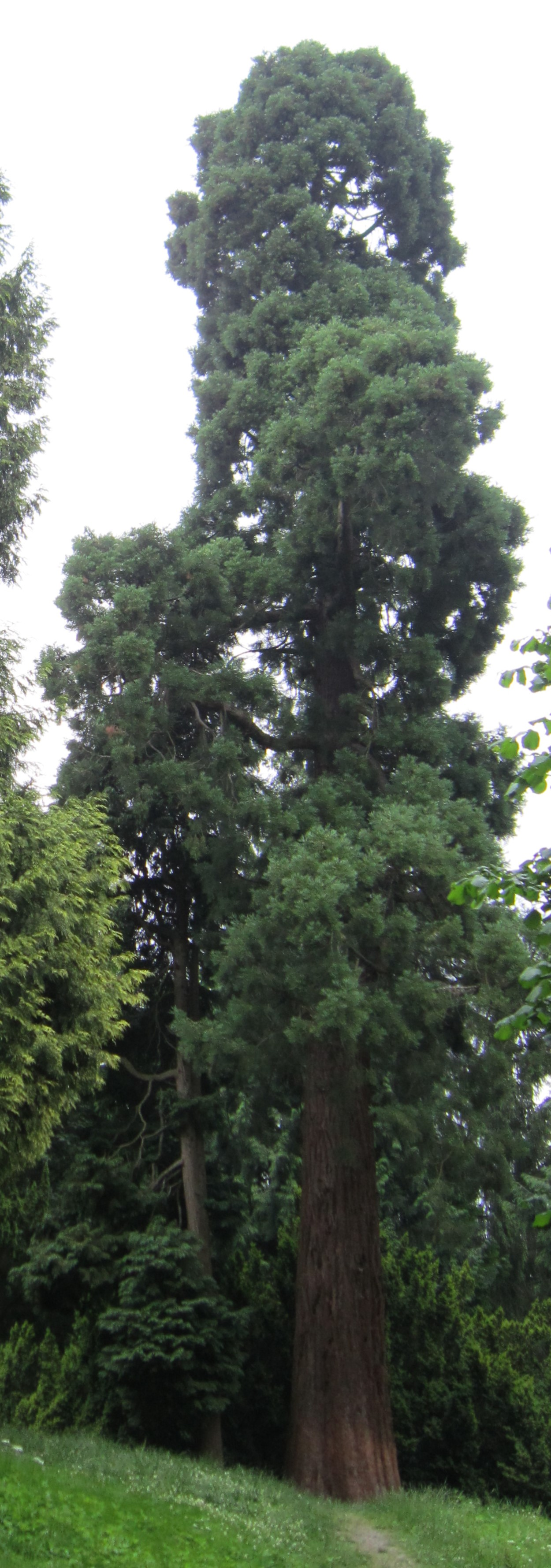
Mammutbaum im Arboretum

Das Dorf grenzt an die umliegenden Ortsteile Rulle, Wallenhorst und Hollage sowie südlich an die Stadtteile Pye und Haste der Stadt Osnabrück. Zu einem Teil liegt der Piesberg, zeitweise größter Steinbruch Europas, in Lechtingen. Auf der Lechtinger Seite des Piesbergs befindet sich ein Arboretum mit einem 33 Meter hohen Mammutbaum. Eine weitere wichtige Sehenswürdigkeit ist die restaurierte Windmühle Lechtingen, an und in der jedes Jahr mehrere Open-Air-Veranstaltungen stattfinden. Die Windmühle Lechtingen gilt als der Ort, an dem die Idee zum Niedersächsischen Mühlentag entstanden ist, aus dem später der Deutsche Mühlentag hervorging, der alljährlich am Pfingstmontag begangen wird.

## Geschichte
Am 1. Juli 1972 wurde Lechtingen in die Gemeinde Wallenhorst eingegliedert.

## Politik

### Bürgermeister und Vorsteher
Bis zur Eingemeindung 1972 verfügte Lechtingen über einen eigenen Bürgermeister.
Bürgermeister:
- 1936–1945: Aloys Stertenbrink
- 1945–1948: Georg Kreuzkamp
- 1948–1956: Aloys Stertenbrink
- 1956–1971: Johannes Werries
- 1971–1972: Kurt Jünemann

Vorsteher:
- 1849: Kolon Franz Heinrich Riepenhoff
- 1858: Kolon Ferdinand Werries
- 1865–1866: Kolon Wöstmann
- 1866–1878: Kolon Harenburg
- 1878–1884: Kolon Heinrich Sprehe
- 1884–1896: Kolon Heinrich Riepenhoff
- 1896–1905: Kolon Theodor Ebbeskotte
- 1905–1911: Kolon Heinrich Riepenhoff
- 1911–1919: Hofbesitzer Konrad Stertenbrink
- 1919–1924: Hofbesitzer August Werries
- 1924–1927: Anton Meyer
- 1927–1936: Hofbesitzer Bernhard Hanesch[6]

### Wappen
Blasonierung: In Rot auf schwarzem Berg zwei schräggekreuzt goldene Äste, darüber eine goldene Flamme.
Es gibt zwei Deutungen des Ortsnamens Lechtingen: Jellinghaus (Nachrichten über Dörfer und Bauernhöfe um Osnabrück, Osnabrück 1924) als „Lichte Auen“, Professor Bader (1100 Jahre Wallenhorst, Wallenhorst 1951) als „Ort bei den Lichtsignalen“. Beide Deutungen enthalten die Bezeichnung „Licht“. Der Wappenentwurf stützt sich mehr auf die Deutung von Professor Bader. Demnach wurde in alten Zeiten die Bevölkerung von der Höhe des auf Lechtinger Gebiets gelegenen Piesberges aus durch Feuerzeichen vor drohenden Gefahren gewarnt. Im Wappen erscheinen die Bundesfarben und die ihnen gleichen niedersächsischen Landesfarben. Ausgehend von der Deutung des Ortsnamens ist Schwarz hier zugleich die Andeutung der Nacht, während der das Feuer brannte, und im Rot kann man das Unheil ahnen, vor dem die goldene Flamme warnt.

## Einwohnerentwicklung
Wohnbevölkerung der Gemeinde Lechtingen mit Gebietsstand vom 27. Mai 1970:
| Datum              | Einwohner |
| ------------------ | --------- |
| 17. Mai 1939       | 1035      |
| 13. September 1950 | 1491      |
| 6. Juni 1961       | 1624      |
| 27. Mai 1970       | 2081      |
| 30. April 2014     | 4865      |
| 22. November 2017  | 4714      |
| 29. Oktober 2020   | 4583      |

## Persönlichkeiten
Hier geboren wurde der römisch-katholische Priester, Theologe und  Hochschullehrer Hubert Müller (1936–1995).
Die Foodjournalistin und Kochbuchautorin Stefanie Hiekmann, die Schauspielerin Jana Klinge sowie der Medienjournalist Stefan Niggemeier wuchsen in Lechtingen auf.